# Caphosol
Caphosol es una solución electrolítica formulada para la prevención y tratamiento de la mucositis oral, compuesta por dos soluciones electrolíticas acuosas envasadas por separado, una solución de fosfato (Caphosol A) y una solución de calcio (Caphosol B), las cuales, combinadas en volúmenes iguales, forman una solución sobresaturada de iones de calcio y de fosfato.

## Farmacodinámica
Caphosol es una solución electrolítica diseñada para humedecer, lubricar y limpiar la cavidad oral, incluyendo la mucosa de la boca, lengua y orofaringe, Además, ayuda a mantener la integridad de la cavidad oral.
No se conocen interacciones con medicamentos u otro tipo de productos.

## Uso clínico
Caphosol está indicado para la sequedad de boca y orofaringe (hiposalivación, xerostomía), sin importar la causa ni si el trastorno es temporal o permanente. También está indicado como adyuvante al cuidado oral estándar en la prevención y el tratamiento de la mucositis que pueda estar causada por radiación o quimioterapia a altas dosis. El alivio de la sequedad de la mucosa oral en estos casos está asociado con una mejora del dolor.

### Contraindicaciones
No se han descrito contraindicaciones, aunque se debe tener en cuenta que contiene sodio (71 mg por dosis de 30 ml).